# Природно-заповідний фонд Одеси
Перелік природно-заповідних територій та об'єктів, розташованих на території міста Одеса

## Загальнодержавного значення

### Геологічні пам'ятки природи
- Одеські катакомби

### Ботанічні сади
- Одеський ботанічний сад

### Зоологічні парки
- Одеський зоопарк

## Місцевого значення

### Ботанічні пам'ятки природи
Акація біла (№ 1), Акація біла (№ 2), Віковий дуб, Гінкго більоба (вул. Пастера), Гінкго більоба (сквер ім. Мечникова), Гінкго більоба (територія колишнього санаторію «Росія»), Дуб білий, Дуб звичайний (вул. Ясна, 4), Дуб звичайний (пров. Обсерваторний, 5), Дуб звичайний (санаторій «Юність»), Дуб звичайний (Фонтанська дорога, 30/32), Дуб Лемме, Каштан кінський (вул. Гаванна, 4), Каштан кінський (вул. Новосільського, 70), Кедр річковий, Липа американська, Липа Лемме, Платан західний (сквер ім. Старостіна), Платан західний (сквер Пале-Рояль, № 1), Платан західний (сквер Пале-Рояль, № 2), Платан західний (Сабанеєв міст, 4), Платан західний (сквер Оперного театру, № 1), Платан західний (сквер Оперного театру, № 2), Платан західний (сквер Оперного театру, № 3), Платан Пушкіна,  Софора японська плакуча, Суворівський, Тис ягідний, Тополя канадська (вул. Дюківська, 12), Тополя канадська (вул. Торгова, 17), Тополя чорна.

### Парки-пам'ятки садово-паркового мистецтва
Гідропарк «Лузанівка», Дендропарк «Перемоги», Дендропарк «Студентський», Дюківський сад, Парк ім. Т. Г. Шевченко, Парк інституту ім. В. П. Філатова, Парк санаторію «Аркадія», Парк «Міський сад», Парк санаторію ім. Горького, Парк санаторію ім. Чкалова, Савицький парк, Юннатський.